# Akkezdet Phiai
Az Akkezdet Phiai (röviden: AKPH) egy budapesti underground hip hop csapat volt. Tagjai Saiid (Süveg Márk), Újonc (Závada Péter) és DJ. Frequent (Havas Patrik) voltak, mindkettő lemezük nagy sikert aratott.

## Név
A névben a két darab „K” betű kortárs költészetet jelent. A teljes név egy mozaikszó: A Kkezdet Edzett Zene De Ez Tudományos Praxis Helyett Isteni Adomány Igazából.[forrás?]

## Történet
A formáció tagjai, Újonc (Závada Péter) és Saiid (Süveg Márk) 1996 végén kezdték a közös munkát HTA (Higher Tone Alliance) néven, kezdetben csak zenék készültek, majd nagyjából egy fél év után kezdték el írni az első szövegeket -angolul. Saiid akkor már dj-ként foglalatoskodott, ez idő tájt kezdett el zenéket szerkeszteni, így indult a közös munka, először csak zeneszerzéssel foglalkoztak, fél év múlva angolul kezdtek el dalszövegeket írni, ezekből felvételek soha nem készültek végül. Az ezt követő két évben egyre több alap és szöveg született, majd külső behatásokra és belső indíttatásból egyaránt, a magyar nyelvet választották. Ehhez magyar névre is szükség volt, így alakult át a HTA-ból a formáció Akkezdet Phiai-vá 1999 közepén. 
Később úgy döntöttek, magyar nyelvre váltanak, így 1999-ben Akkezdet Phiai néven alakultak újjá. Ekkor olyan demófelvételek készültek, mint a később hivatalosan is megjelent albumon található Phasskivan, Tartsdmegatávot, Újítanék.
A demóanyag gyorsan terjedt, így meghívást kaptak Györemix! (Györe Győző Tibor) rádióműsorába (Rocksteady Beat – EstFM 98.6), aminek köszönhetően egyetlen éjszaka alatt megismerte őket mindenki, aki akkoriban a fővárosban hiphopot hallgatott.
2003-ban szerzői kiadásban jelent meg az első albumuk: "Akkezdet". Az első magyar hiphoplemez, amiben szövegkönyv található. A zenék tetemes részét Saiid készítette, ebben segítségére volt még Fari a Streetnoyz tagjaként, az ő nevéhez fűződik a Van Gond c. szám zenei alapja. A korongot Saiid producerálta, a lemez felvételeiben Györemix! ajánlására Bobakrome segédkezett, így végül rákerült a Wacuum Airs fémjele. A lemez elsöprő sikert aratott mind a kritikusok, mind a hallgatóság köreiben, bekerült a "300 magyar lemez, amit hallanod kell, mielőtt meghalsz" válogatásra, ebben ez évben a legjobb filmzenéért járó zsűrikülöndíjat hozták el az 52. Alternatív Filmszemlén.[forrás?]
2010-ben jelent meg a második album, a Kottazűr. A dupla korongon található zenék háromnegyedét szintén Saiid készítette, a vendégproducerek Cadik, DJ Slow (Slow Village), Krizo és Chabz (Realistic Crew), valamint Kunert Péter (Sadant) voltak. A felvételek és a keverés a Pannónia Stúdióban készültek Róbert Balázs vezetésével, az album a DDK Records gondozásában látott napvilágot.
2016-ban, a Viva TV által összeállított Magyarország Legjobb Rapperei listán az első helyezték meg. A listát a magyar hiphop fontos szereplői és háttéremberei szavazatai alapján állították össze. Nem is csoda, hogy a legjobb rapperek mivel szövegeikkel és rap technikájukkal (flow) nagyon sok rappert inspirálták az undergroundban vagy a mainstreamben is egyaránt.
Négy videóklip készült a több mint két évtized alatt, ezek mind díjakat nyertek szemléken, szavazásokon.[forrás?]
A két albumon kívül számos közreműködés kötődik a csapat nevéhez, olyan előadókkal mint az NKS, a Barbárfivérek, Norba, Bankos, SammieBeatz, Ganxsta Zolee, Brains, Péterfy Bori, Steve, Irie Maffia, TheShowCrew, Vanis, Cadik, Tezsviir, Suppah, Elefánt, Vészk'járat, Random Trip, Mikee Mykanic, Artos Cs, Fhészek, Killakikitt.
2019. január 1-jén jelentették be feloszlásukat a hivatalos Facebook-oldalukon.

## Tagok
Saiid (Süveg Márk – 1980) www.saiid.hu Budapest. Érettségi után kisebb-nagyobb megszakításokkal folyamatosan dolgozott, miközben lefektette Akkezdet zenei alapjait, 1996 óta hiphop-DJ, majd zenei producer és MC, valamint menedzselte a csapatot közel tíz éven át, amíg egy profi ügynök meg nem érkezett. 2006-tól Saiid aktív slammer, az első rendezvény óta része a hazai slam poetry életnek, kétszeres országos bajnok, európai bajnokságon 5. helyezést ért el 2012-ben. Részt vett a 2018-as Európa Bajnokság lebonyolításában, szervezőként és házigazdaként. 2019 eleje óta szólókarrierjét építi, szilveszter éjjel jelent meg első, teljesen általa producerált szóló lemeze, a R.E.P. mixtape, amit megelőzött 3 teljesen új dal is.
Újonc (Závada Péter – 1982): Értelmiségi, irodalmár családban született Budapesten. Apja Závada Pál, Kossuth-díjas író. Már fiatalon részt vett irodalmi felolvasásokon, írótáborokban. Az underground hiphoppal az irodalmár családi közeg elleni tizenéves lázadásként kezdett foglalkozni. Két évig járt közgazdasági egyetemre, majd az ELTE-n szerzett angol–olasz tanári diplomát. Sokáig tanított nyelviskolákban, foglalkozott reklámszövegírással is. 2009-ben a Jelenkorban jelentek meg először a versei, azóta publikál rendszeresen irodalmi folyóiratokban. Verseit többek között az Élet és Irodalom, az Alföld, a Holmi, a Műút, az Ex Symposion, a Pannonhalmi Szemle, a Zempléni Múzsa, a Szkholion, a Bárka és a Helikon közölte. Első verseskötete Ahol megszakad címmel a Libri Kiadó gondozásában jelent meg 2012-ben, amiért 2013-ban Horváth Péter irodalmi ösztöndíjra jelölték, ahol bejutott a zsűri által legjobbnak ítélt három végső jelölt közé. 2013-ban részt vett a berlini International Poesie Festivalon, ahol Kemény Istvánnal és Borbély Szilárddal olvasott fel. Második verseskötete 2015-ben Mész címmel jelent meg a Jelenkor Kiadó gondozásában, amiért második alkalommal is Horváth Péter irodalmi ösztöndíjra jelölték, ahol szintén bejutott a zsűri által legjobbnak ítélt három jelölt közé. 2016-ban Örkény István drámaírói ösztöndíjat kapott. 2017-ben Móricz Zsigmond irodalmi ösztöndíjban részesült. 2017-ben megjelent harmadik, Roncs szélárnyékban című verseskötete a Jelenkornál. 2017-ben neki ítélték a Horváth Péter irodalmi ösztöndíjat, melynek köszönhetően 2018 nyarán egy hónapot töltött a Literarisches Colloquium Berlinben. 2018-ban Je suis Amphitryon című drámájáért, mely szintén a Jelenkornál jelent meg, Szép Ernő-különdíjban részesült. 2012 óta a József Attila Kör tagja. Verseit eddig angol, német és román nyelvre fordították le. 2016-ban trAnzKaPHka: kastély címmel önálló, hatszámos szólólemezt jelentetett meg.
DJ Frequent (Havas Patrik – 1981): Szintén értelmiségi családban született Budapesten. Sok évig élt az Egyesült Államokban, majd a University of Hertfordshire nevű egyetemen végzett 2004-ben. 2004 óta volt tagja a csapatnak mint DJ.

## Diszkográfia
- Akkezdet (2003)
  - CD (2003)
  - 2LP (2020 újrakiadás dupla vinyl formájában közösségi finanszírozással a qrates.com oldalon – 2022-ben újabb adag került gyártásra változatlan formában)
  - Instrumentals (2020 dupla vinyl formájában közösségi finanszírozással a qrates.com oldalon)
- Kottazűr (2010)
  - 2CD (2010 DDK Records)
  - 2LP (2020 újrakiadás dupla vinyl formájában közösségi finanszírozással a qrates.com oldalon)
  - 2LP (2023 újranyomás dupla, fehér vinyl formájában közösségi finanszírozással a qrates.com oldalon)

## Érdekességek
2012-ben a pécsi Leőwey Klára Gimnáziumban az irodalom érettségin szóbeli tételként szerepeltek.